# Beni Djellil
Beni Djellil ou Aït Djellil (en kabyle : At Jlil) est une commune algérienne de la wilaya de Béjaïa, dans la région de Kabylie.

## Géographie

### Situation
La commune de Beni Djellil est située au Sud de la wilaya de Béjaïa, à 35 km au sud-ouest de Béjaïa.
|         | Timezrit, Semaoun |          |
| M'cisna | Beni Djellil      | Ferraoun |
|         | Beni Maouche      |          |

### Relief
La commune est située dans une zone montagneuse (Atlas tellien), au relief accidenté, sur des hauteurs dominant les communes voisines. Elle est composée de nombreux villages proches les uns des autres, mais souvent séparés par des ravins que la route ou les chemins doivent franchir ou contourner.
Beni Djellil est entourée des montagnes de Tazrout, Sidi Boudjemaa et Sidi Mouhoub. Le point culminant de la commune (plus de 1 000 m d'altitude), près du village d'Ijdaren, est couronné par le mausolée de Sidi Abderrazak el Ghouth. De ce point, la vue s'étend, par temps clair, jusqu'à Yemma Gouraya (dit aussi Lalla Gouraya, au-dessus de Bejaïa).

### Villages de la commune
La commune de Beni Djellil est composée de dix-huit villages: mille-quatre, Aghbala, Ait Skheur, Aourir, Bounaïme, Iarichen, Idjedarène, Ikherbane, Tagma, Tala Eldjoudi, Tala Moumène, Tala Ouagrou, Tala Tayzelt, Taourrirth, Tighzert, Tiguemounine, Tizi N'Djeber et Turkin.
- Le village d'Aghbala (nom signifiant « source » en kabyle) est le plus important village de Beni Djellil, tant par sa population que par son territoire. Il fut le premier village à posséder une école primaire ouverte en 1906 à Inourar. Aghbala dispose aujourd'hui de deux mosquées et d'un collège, desservant aussi les villages voisins de Tighzert et Tourkine.
- Le village d'Aït Skheur est connu pour une longue tradition dans le métier de la boucherie, tout comme un autre Aït Skheur, village des "Ait Ourtilane", à quelques dizaines de kilomètres de Beni Djellil sur la route de Sétif. Dans les deux cas, les habitants pratiquent la boucherie comme métier d'ascension sociale, associant ainsi le nom de Skheuri à celui de boucher.
- Le village d'Aourir (nom signifiant « colline », ighil) possède cinq vieux cimetières. il est selon plusieurs récits le premier village fondant la commune.
- Le village de Bounaïm doit son nom à l'abondance des récoltes dans le village puisqu'il signifie "celui qui a des biens à profusion"[réf. nécessaire]. Bounaïm est situé presque au centre de la commune, limitrophe de Taourirt et de Tala Moumen. Le village se situe sur une colline, à une altitude de 900 m. deux hameaux y sont rattachés : Tala Djoudi et Ikherbane. La population est d'environ 1 400 personnes. Au regard de sa population, Bounaïm est un des trois grands villages de la commune d'Ait Djellil aux côtés de Aghbala et Ijdaren. La majorité de la population du village pratique l'agriculture (cultures maraichères) et surtout l'élevage (moutons, chèvres, bœufs) et notamment l'apiculture.
- Les deux quartiers anciens du village d'Ijdaren : Ijdaren Wadda et Ijjdaren Ufella, sont situés dans un site difficilement accessible, et ont été progressivement abandonnés.
- Le village de Taourirt (nom signifiant « petite colline ») est le chef-lieu de la commune. Le siège de l'assemblée populaire communale, la poste se situe à Taourirt. Le village dispose aussi d'un collège.
- Le nom du village de Tighzert signifie « la vallée ».
- Le lieu-dit Milkat tient son nom de la berbérisation du nombre français 1 004 m, altitude du poste militaire que l'armée française y avait établi pendant la guerre de libération.

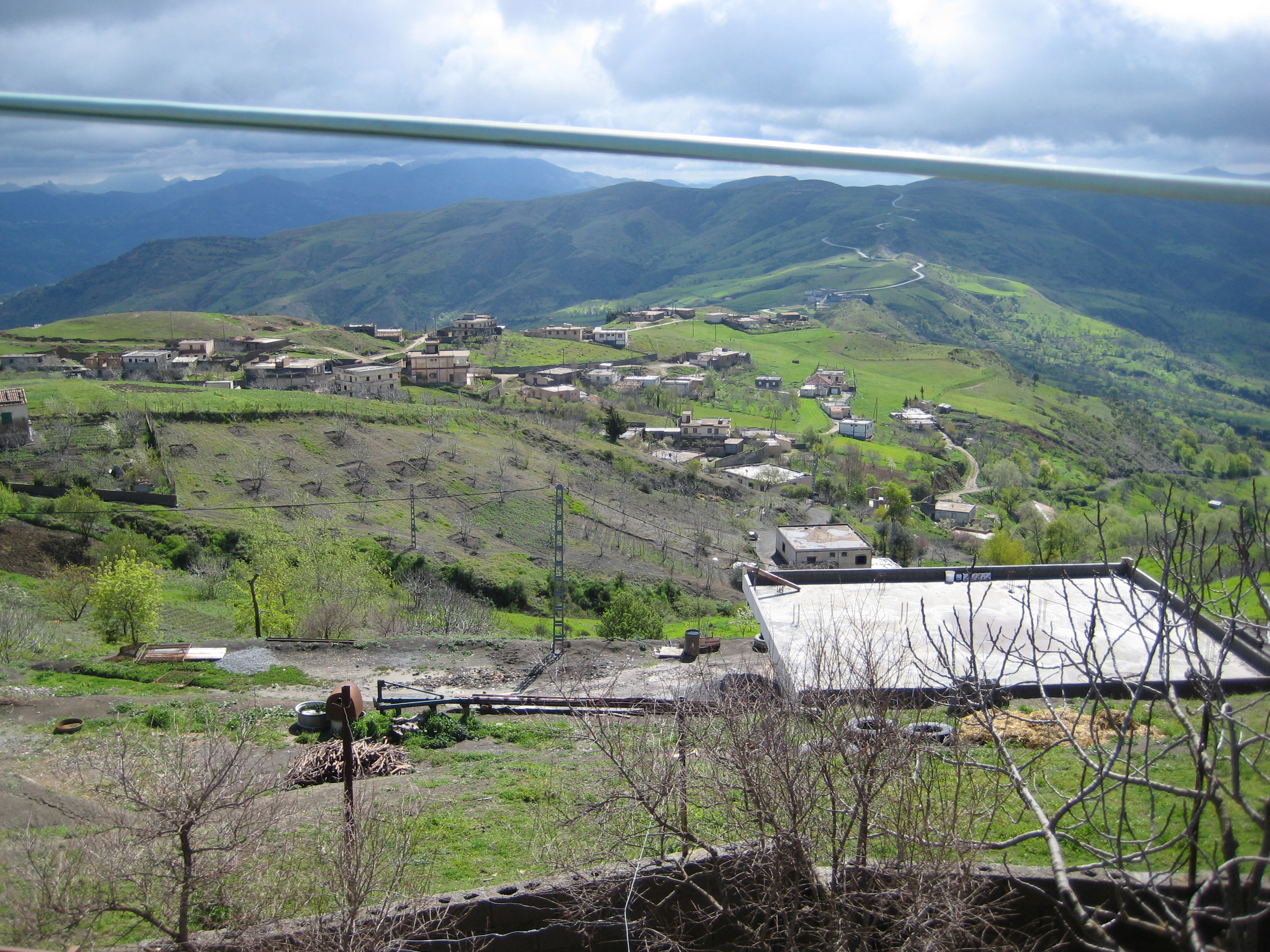
Tala Moumen

- Le village de Tala Moumen est le nouvel emplacement du village Ijdaren. Limitrophe de Bounaïm et d'Ait Skheur, Tala Moumen est situé sur un col d'où partent trois routes dans des directions opposées (Béjaïa, Seddouk - Alger et Sétif).

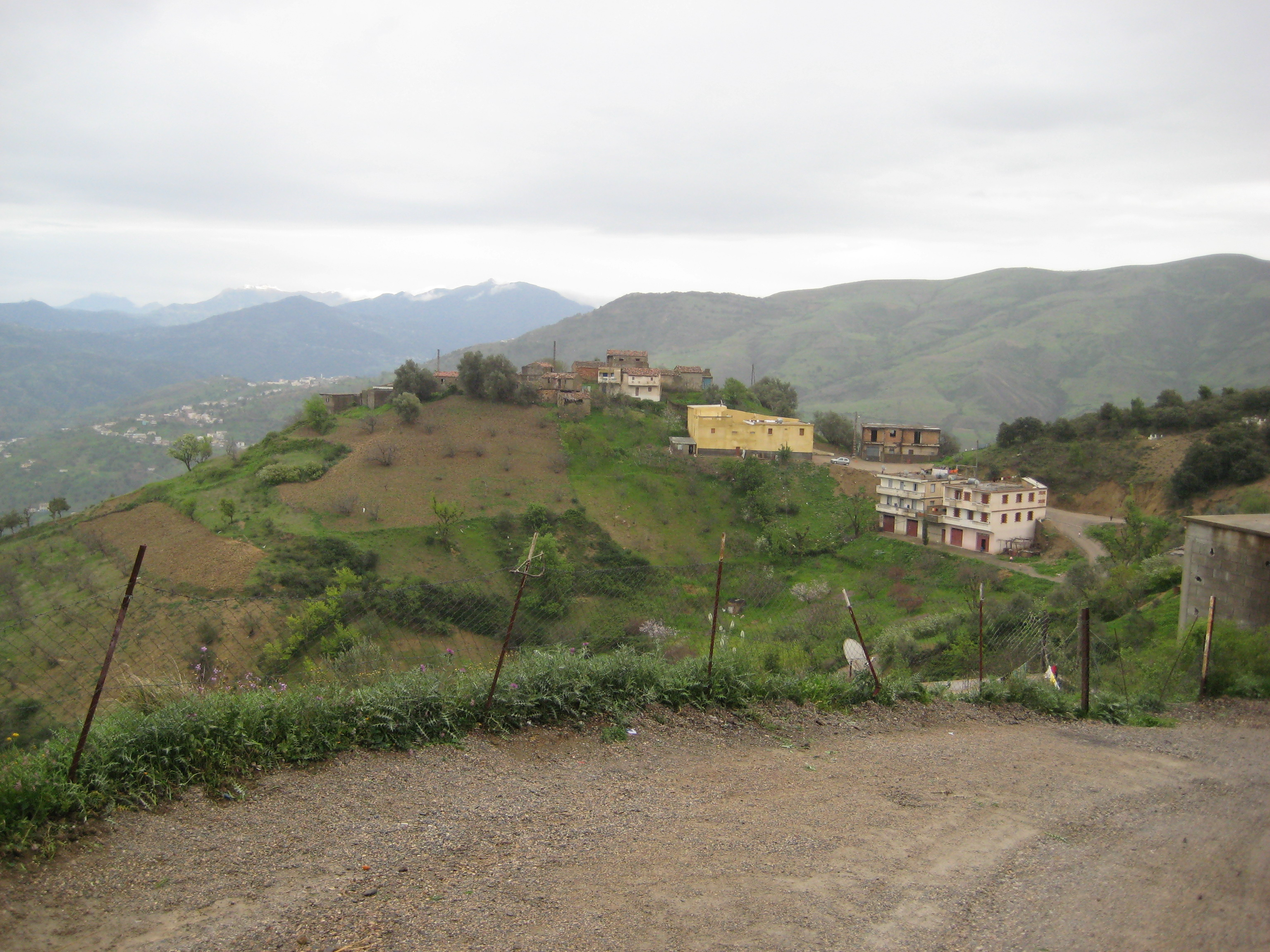
Tala Ougrou

- le village de Tala Ougrou (qui veut dire la « fontaine de l'assemblée » : "agraw", signifiant "assemblée", est de la même racine et a le même sens que "agora" en grec).

## Histoire

### À l'époque romaine
Le site de Beni Djellil est occupé depuis fort longtemps comme en témoignent les vestiges romains mis en évidence à Achreqraq.
Le lieu-dit d'Achreqraq est situé à l'extrémité Est de la commune, sur une vaste zone plane en contrebas de Tala Moumen, au bord du chemin conduisant de Bounaïm à Feraoun. Il est encore possible aujourd'hui de relever sur place de nombreux vestiges antiques (belles pierres taillées, tuiles, voire ustensiles ou pièces de monnaie.
Les constructions, dont on peut voir ces vestiges, s'expliqueraient par la position stratégique du site où le fort d'Ighil Uquerruy offre une vue dominante sur la région d'Amacine. La présence, repérable en descendant vers Trachi, d'une galerie souterraine qui relierait le site au village Ijdaren suggère que les sources nombreuses de la zone pourraient avoir été captées pour alimenter les villes romaines installées dans la vallée de la Soummam (cité de Tiklat à El Kseur).
Un appel a été lancé pour la sauvegarde urgente du site, afin qu'il fasse l'objet de fouilles scientifiques et protectrices de tous les vestiges qui s'y trouvent.
D'autres endroits qui témoignent de la présence Romaine dans la région est la construction d'un autre aqueduc long de 11 km prenait naissance à Aghbala et traversait toute la tribu des Sanhadja (Iznayens), en suivant un contrefort entre le Bou Soumeur à l'ouest et l'oued Amacin à l'est et qui dessert la ville antique de Tiklat appelée aussi Tubusuctu.
En effet, les paysans du village d'Aghbala lors des labours de leurs champs, ont à plusieurs endroits pu soulever des tuiles en argiles qui constituaient les restes de cet aqueduc
Des pierre en forme de colonnes bien taillées sont toujours visible pas loin de la Fontaine D'Iarichen (à environ 150 m à droite de cette fontaine en venant d'Aghbala), elles se trouvaient sur une parcelle cultivée, malheureusement, un habitant du village, vient de construire sa maison à cet endroit et à utiliser ces colonnes pour décoration devant son entrée. D'ailleurs, ce dernier a fait savoir qu'il a découvert une table sculptée avec ses chaises en pierre lors du terrassement. On peut donc suggérer que d'autres vestiges anciens soient enfouis au même endroit.

### À l'ère islamique
L'information qui stipule que selon la tradition orale, l'ensemble de la population de Beni Djellil serait originaire du Seguia el-Hamra[réf. nécessaire] est plus que douteuse. Car si on se réfère à la tradition orale et d'après les anciens des familles Ouchen(e), Boucif, Sebaa, et Benchikh, ces familles habitant actuellement le village d'Aghbala, leurs ancêtres viennent tous d'un seul et même village de Taka Nath Yahia situé non loin de Ain El Hammam dans le département de Tizi Ouzou, ils n'expliquent pas les raisons du déplacement de leurs arrière-grands-parents des montagnes de Haute Kabylie vers les Babors de la Basse Kabylie. Il est certain que des liens entre certaines familles des deux villages ont perduré jusqu'à l'indépendance de l'Algérie. l'histoire de la région liée à celle de Bejaia est très mouvementée depuis plusieurs siècles; il serait intéressant de se procurer le livre écrit par Sayad Abdelmalek sur le village d'Aghbala, car il retrace non seulement l'évolution des populations de son village mais aussi apporte quelques références sur l'histoire des familles.
Les montagnes de Petite Kabylie servirent de refuge aux Hammadides et à leurs alliés almoravides, après la chute de leurs capitales, la Kalâa des Béni Hammad et Béjaïa, devant les troupes almohades (Ve siècle de l'Hégire - XIIe siècle ap. J.-C.). Or, on sait que les tribus almoravides (Mourabitine en arabe) étaient originaires du Seguia el-Hamra. D'autres migrations similaires sont signalées plus tard comme l'installation de Sidi El Djoudi à Hammam Guergour (Xe siècle de l'Hégire - XVIIe siècle).
À l'époque de la colonisation, l'actuelle commune de Beni Djellil était réunie avec Ferraoun dans une seule région "Adouar Ihedjadjen" ou "Arch Ihedjadjen", tiré du nom de la zone frontalière qui sépare les deux "archs"[Quoi ?].

## Démographie
La population de Beni Djellil est de 7 795 habitants, 3 949 du sexe masculin et 3 846 du sexe féminin. La Commune de Beni-Djellil compte 1230 ménages, soit une taille moyenne de 6,3 personnes/ménage. La population se répartit de la façon suivante :
- 2 630 habitants dans l'agglomération chef-lieu: Taourirt, Tiguemounine, Bounaim et Tikheldjatines et Aourir)
- 4 876 habitants pour les agglomérations secondaires : Aghbala (Aghbala, Iarichene, Tighzert et Turkine), Tizi-Nedjber, Ait-Skheur (Ait-Skheur et Milkat), Tala-Moumene (Tala-Moumene et Taqorrabt)
- 289 habitants pour les zones éparses: Tagma, Taslants, Tala-Tassemat, Ikhf-Lmerj et Ighalene.

La totalité de la population de Beni Djellil est berbère.

## Économie
L'économie de Beni Djellil est basée sur l'agriculture et principalement l'élevage. De nombreux jardins, près de leur fontaine et de leur figuier, permettent la production de légumes variés. On trouve aussi, sur le territoire de la commune, de nombreuses oliveraies ainsi que de petits champs de blé.
L'économie de la commune est peu développée. Plusieurs projets d'aménagement sont en cours de réalisation sur plusieurs secteurs de la commune : aménagement et réfection des pistes, local de loisirs et culture, stade communal, réseau d'alimentation en eau potable, réseau d'assainissement.

## Patrimoine

### Patrimoine religieux
De nombreux saints et érudits[précision nécessaire] ont vécu[Quand ?] à Beni Djellil :
- Sidi Abderrazak el Ghouth[Qui ?], dont le mausolée domine la commune de Beni Djellil. Le saint appartient à la famille Iouaguaguene[Qui ?], de Tizi Njebbar[réf. nécessaire]
- Sidi Qali[Qui ?], célèbre[évasif] marabout dont le tombeau est visité dans le village d'Ait Skheur
- Ouali Salah de Tizi Njebbar, dont le mausolée est, dit-on, à Tazrout
- Lahlou lbedar et Bouabellala, orateurs et hommes d'esprit et de parole[précision nécessaire] de Bounaïm
- Sidi ali situé au village Tighzert
- Sidi Saadi Ouacherif prêt d'Iârichen
- Sidi Lmouhoub d'Aghbala dont la légende dit qu'il est à l'origine de la source portant son nom ou appelé aussi "Lainser ouagbala", une autre source appelée Sidi Lmouhoub se trouve aussi au village voisin Imoula de la commune de Mcisna ou "Imecissen"

## Personnalités liées à la commune
- Abdelmalek Sayad, sociologue algérien, y est né
- Cherif Lettat : auteur-compositeur-interprète sous le pseudo CRIF https://www.youtube.com/watch?v=075E_IfDKtc
- Fodil Ouatah : auteur-compositeur-interprète

- Boualem Tatah, directeur général de l'IFEL, conseiller diplomatique, chercheur en génie nucléaire, y est né.
- Sport : Karim Benzema, Newfel Ouatah, Houari Ouali.

### Sources
(mai 2020).
- "6 projets pour Beni Djellil, article de Kh. Cheurfa paru dans El Watan du 17/4/2008 Message - El Watan.
- "APC de Beni Djellil: Bilan d’une commune sous perfusion", article de Kh. Cheurfa du 03/09/2007 APC de Beni Djellil
- "Tighzert: sur les traces de Karim Benzema", article de K. Medjoub dans le journal El Watan du 13 mai 2008. - El Watan qui trace un portrait vivant de Ben Djellil aujourd'hui.
- "Tighzert: un village oublié", article de K. Medjoub dans El Watan du 30 mai 2008 - El Watan
- Béni Djellil : Des vestiges se meurent à Achreqraq, article d'Abdelouahab Kasmi dans El Watan du 30/08/2011 - El Watan